# Porci, geishe e marinai
Porci, geishe e marinai (rieditato col titolo Porci e corazzate) (豚と軍艦 - Buta to gunkan) è un film del 1961 diretto da Shōhei Imamura.
Il soggetto è tratto dal romanzo di Kazu Ōtsuka Tento gekijō (Teatro tenda).

## Trama
Nel Giappone del secondo dopoguerra, durante l'occupazione americana, Kinta è un giovane criminale, membro della yakuza, che si guadagna da vivere attraverso attività illecite al mercato nero. Uno dei compiti di Kinta è vendere illegalmente maiali nutriti con i rifiuti. Il protettore di Kinta, Tetsu, soffre di un'ulcera allo stomaco, ma la scambia per cancro ed è terrorizzato dall'idea della morte. Haruko, la sua ragazza, svolge segretamente il mestiere di prostituta parallelamente al lavoro presso un bar. Sebbene Kinta svolga delle attività illegali, crede in una sorta di "etica professionale" legata a un personale codice d'onore malavitoso.

## Particolarità varie
Nel corso del film vengono mostrati dei marinai americani ubriachi dall'atteggiamento arrogante, a rappresentare la prepotenza dei vincitori nel Giappone appena uscito sconfitto dalla guerra.

## Riconoscimenti
- 1962 - Blue Ribbon Awards
  - Miglior film